# 移動性 (生物體)
移動性（英語：motility，又稱運動性、活動性）是生物學術語，意指能自發且獨立地移動。此一名詞可以應用在單細胞和多細胞的生命體上頭。
在細胞生物學和生醫工程中，移動性通常是指細胞隨著生物聚合物形成的梯度而有方向性的移動。例子如下：
- 沿著化學梯度的移動（見化學趨向性）
- 沿著剛性梯度的移動（見剛性趨向性）
- 沿著細胞接合位置梯度的移動（見接觸趨向性）